# Рациново признание
„Рациново признание“ (на македонска литературна норма: Рациново признание) е годишна литературна награда, присъждана от организационния комитет на културното събитие „Рацинови срещи“. Присъжда се за проза, литературни постижения, на автори от Република Северна Македония, публикувани в периода между две събития на „Рацинови срещи“.

## История
Наградата е учредена през 2000 г. от организационния комитет на културното събитие „Рацинови срещи“. Присъжда се заедно с отличието „Почетно Рациново признание“ давано за научни трудове, преводи и други дела, посветени на творчеството на Кочо Рацин.

## Носители на наградата
| Година | Име                             | За                                               |
| ------ | ------------------------------- | ------------------------------------------------ |
| 2000   | Оливера Николова                | „Адамовото ребро“                                |
| 2001   | Димитрие Дурацовски             | „Инсомнија“                                      |
| 2002   | Блаже Миневски                  | „Сезона на глуварките“                           |
| 2003   | Лиляна Ефтимова                 | „Другата“                                        |
| 2004   | Михаил Ренджов                  | „Захарија и други раскази“                       |
| 2005   | Ягода Михайловска-Георгиева     | „Каменот од твојот ден“                          |
| 2006   | Божин Павловски                 | „Убавицата и мародерот“                          |
| 2007   | Коле Чашуле                     | „Патот од себеси“                                |
| 2008   | Луан Старова                    | „Потрага по еден Лејбовиц“                       |
| 2009   | Трайче Кацаров                  | „Татко и отец“                                   |
| 2010   | Братислав Ташковски             | „Кафез од гревови“                               |
| 2011   | Владимир Попов                  | „Наспроти ветрот“                                |
| 2012   | Христо Петрески                 | „Лифтот (не) е за двајца“                        |
| 2013   | Илхами Емин                     | „Ѕид што си оди“                                 |
| 2014   | Паскал Гилевски                 | „Посмртна венчавка“                              |
| 2015   | Димитрие Дурацовски             | „Бледи сенки, далечни гласови“                   |
| 2016   | Владимир Янковски, Сашо Димоски | „Невидливи љубови“, „Петтото годишно време“      |
| 2017   | Ана Стояноска                   | „Јас и Лин, отпосле“                             |
| 2018   | Игор Станойоски                 | „Диссомнии“                                      |
| 2019   | Венко Андоновски                | „Припитомување на кучката – раскази за лудилото“ |
| 2020   | Томислав Османли                | „Парадоксикон“                                   |
| 2021   | Милован Стефановски             | „Теорија за кучешката година“                    |
| 2022   | Александър Русяков              | „Хотел меѓу две војни“                           |
| 2023   | Блаже Миневски                  | „Ако се родат некакви чувства“                   |